# Эвен мишталевет
Эвен мишталевет (ивр. אבן משתלבת‎ — дословно — «тротуарная плитка, брусчатка») — проект возведения 140-километровой бетонной стены вдоль израильско-ливанской границы от Рош-ха-Никра до Хар-Дова. Реализация проекта началась в 2018 году, бюджет оценивается в 1,7 млрд шекелей.
Барьер включает в себя ограждения, модульнаю бетонную стену высотой 7-9 метров, оборонительные насыпи, защищенные доты, десятки камер и другие технологические средства сбора разведывательной информации и обнаружения тоннелей. Новый барьер построен аналогично барьеру возле сектора Газы.
В проекте принимают участие 10 компаний.